# Gerbécourt-et-Haplemont
Gerbécourt-et-Haplemont is een gemeente in het Franse departement Meurthe-et-Moselle in de regio Grand Est en telt 217 inwoners (1999). De plaats maakt deel uit van het arrondissement Nancy.

## Geografie
De oppervlakte van Gerbécourt-et-Haplemont bedraagt 5,3 km², de bevolkingsdichtheid is 40,9 inwoners per km².
De onderstaande kaart toont de ligging van Gerbécourt-et-Haplemont met de belangrijkste infrastructuur en aangrenzende gemeenten.

## Demografie
De figuur toont het verloop van het inwonertal (bron: INSEE-tellingen).